# Deffnerstraße 6/1 (Esslingen)

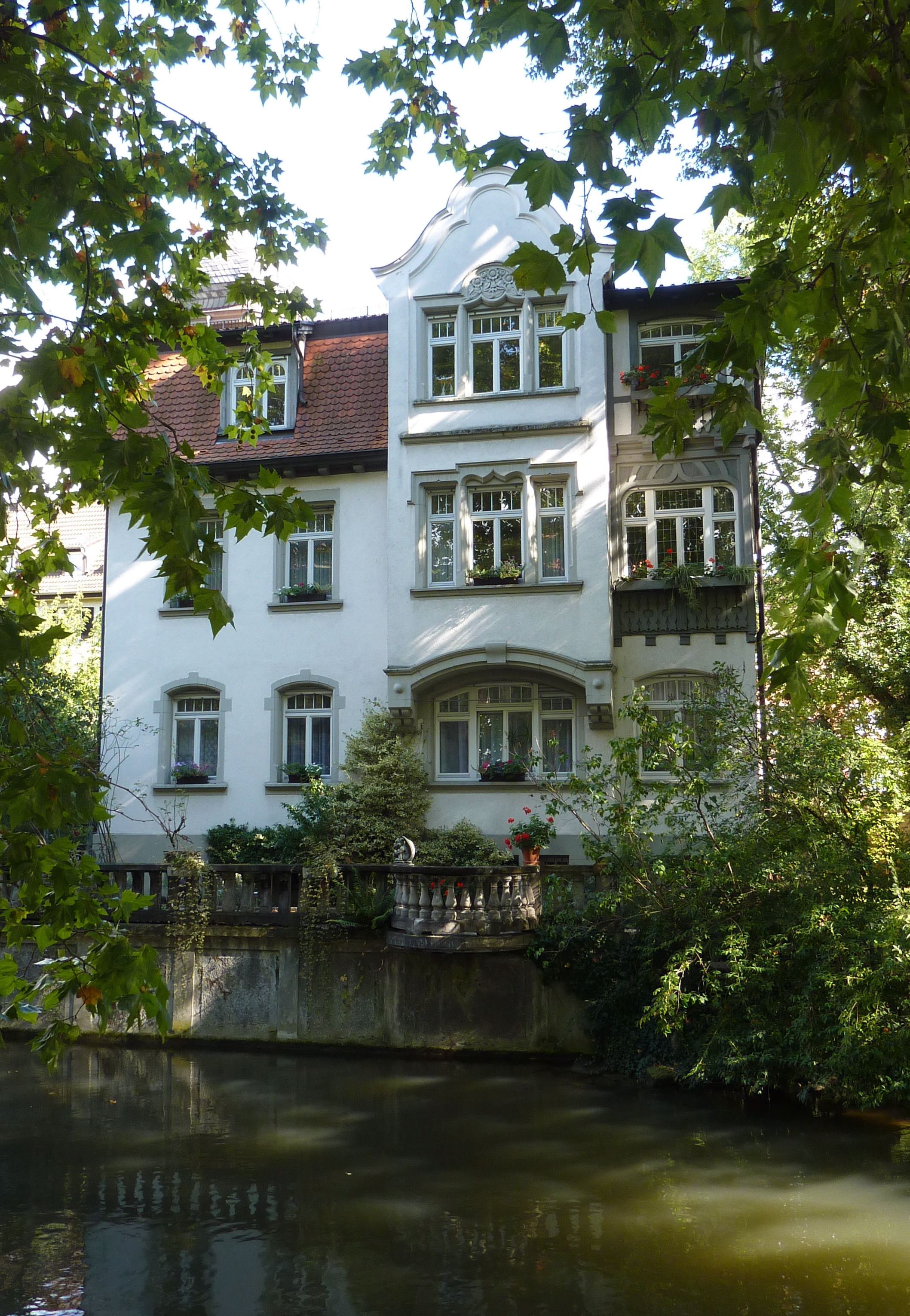
Deffnerstraße 6/1

Das Haus Deffnerstraße 6/1 in Esslingen am Neckar ist ein Wohnhaus aus dem frühen 20. Jahrhundert, das nur über eine Brücke erreicht werden kann.

## Geschichte
Die Deffnerstraße verläuft parallel zum Hammerkanal und ist eigentlich nur einseitig bebaut. Das Haus Deffnerstraße 6/1 jedoch steht jenseits dieses Kanals und kann nur über eine eigene Eisenbetonbrücke erreicht werden. Das zweigeschossige Wohnhaus mit Mansarddach wurde im Jahr 1904 von Emil Zillinger für den Privatier Adolf Ulmer errichtet. Es weist architektonische Mischformen auf. Zwar gehen der Erker, der Treppenturm mit Zwiebelhaube und das teilweise verwendete Sichtfachwerk noch auf die Einflüsse des Historismus zurück, doch andererseits sind auch Jugendstilelemente und Elemente der Reformarchitektur zu erkennen. So gibt es neben den Fachwerkteilen auch Fassadenflächen, die schlicht verputzt sind, und über dem letzten Fenster unter dem Giebelfeld befindet sich ein Sonnenblumenrelief. Auch die farbigen Fenster im ersten Obergeschoss, die Seerosenmotive zeigen, sind dem Jugendstil zu verdanken, ebenso die Gestaltung des Brückengeländers von Wayss & Freytag. 

## Bilder

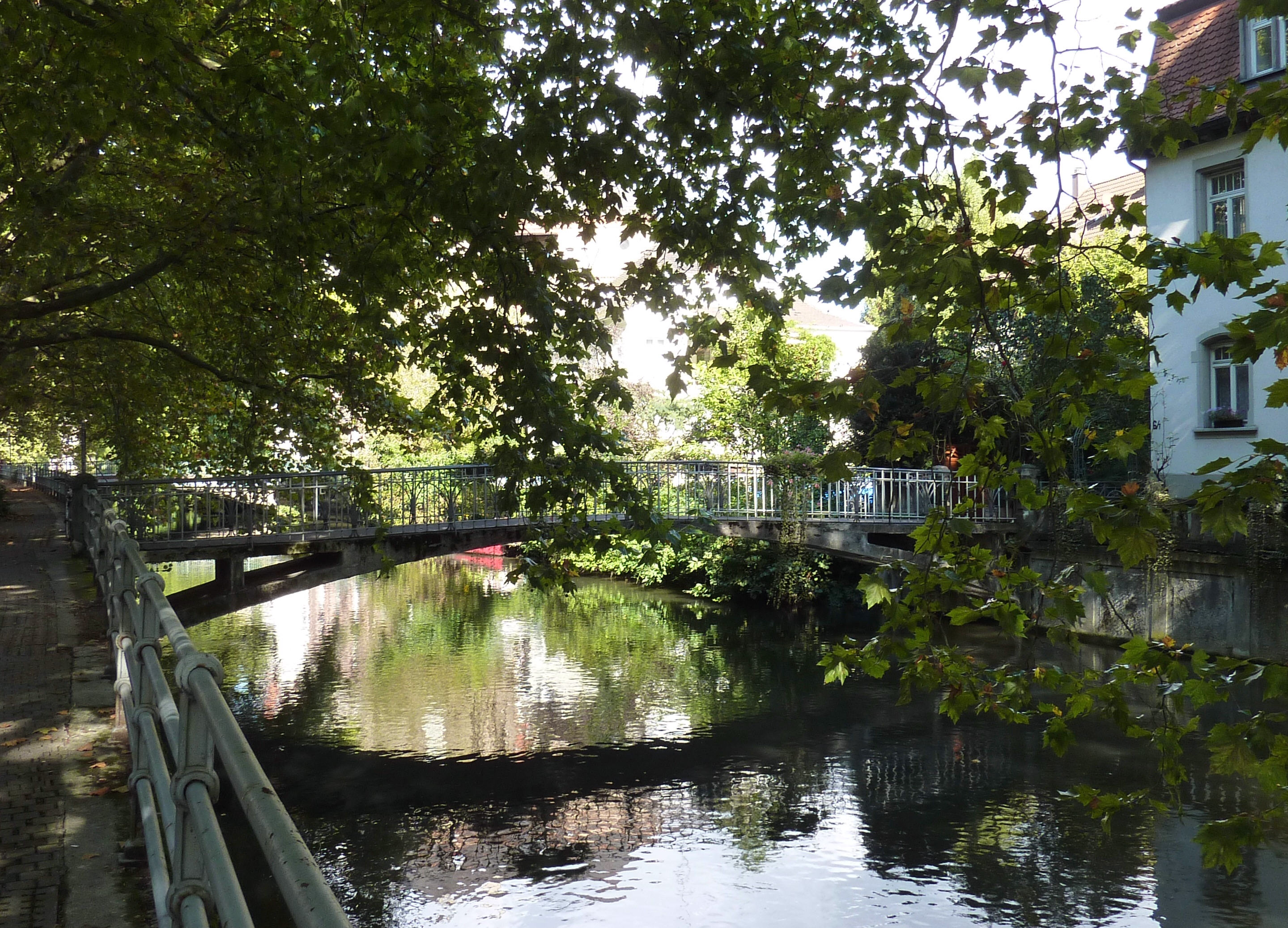
Die Privatbrücke über den Hammerkanal
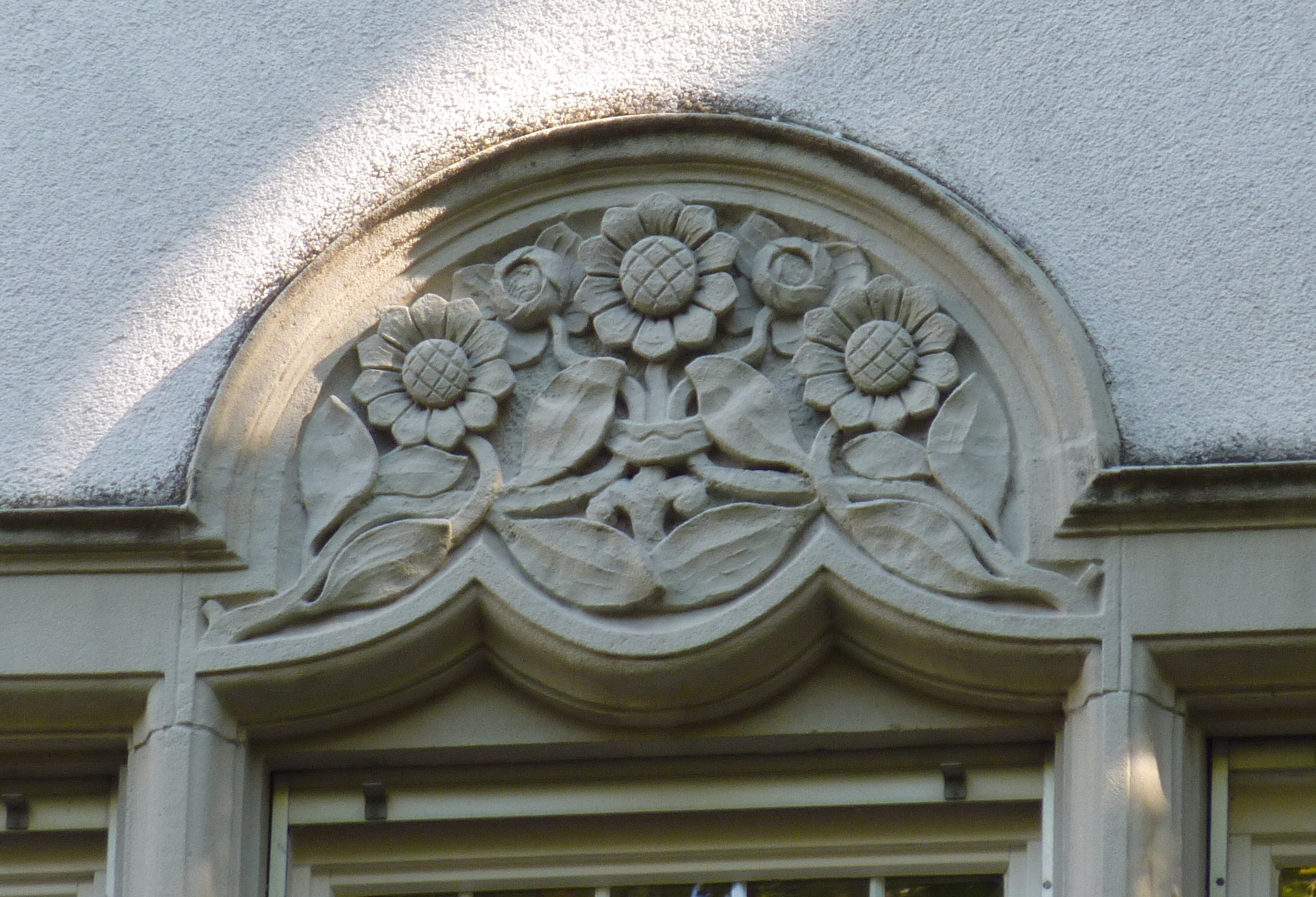
Das Sonnenblumenrelief
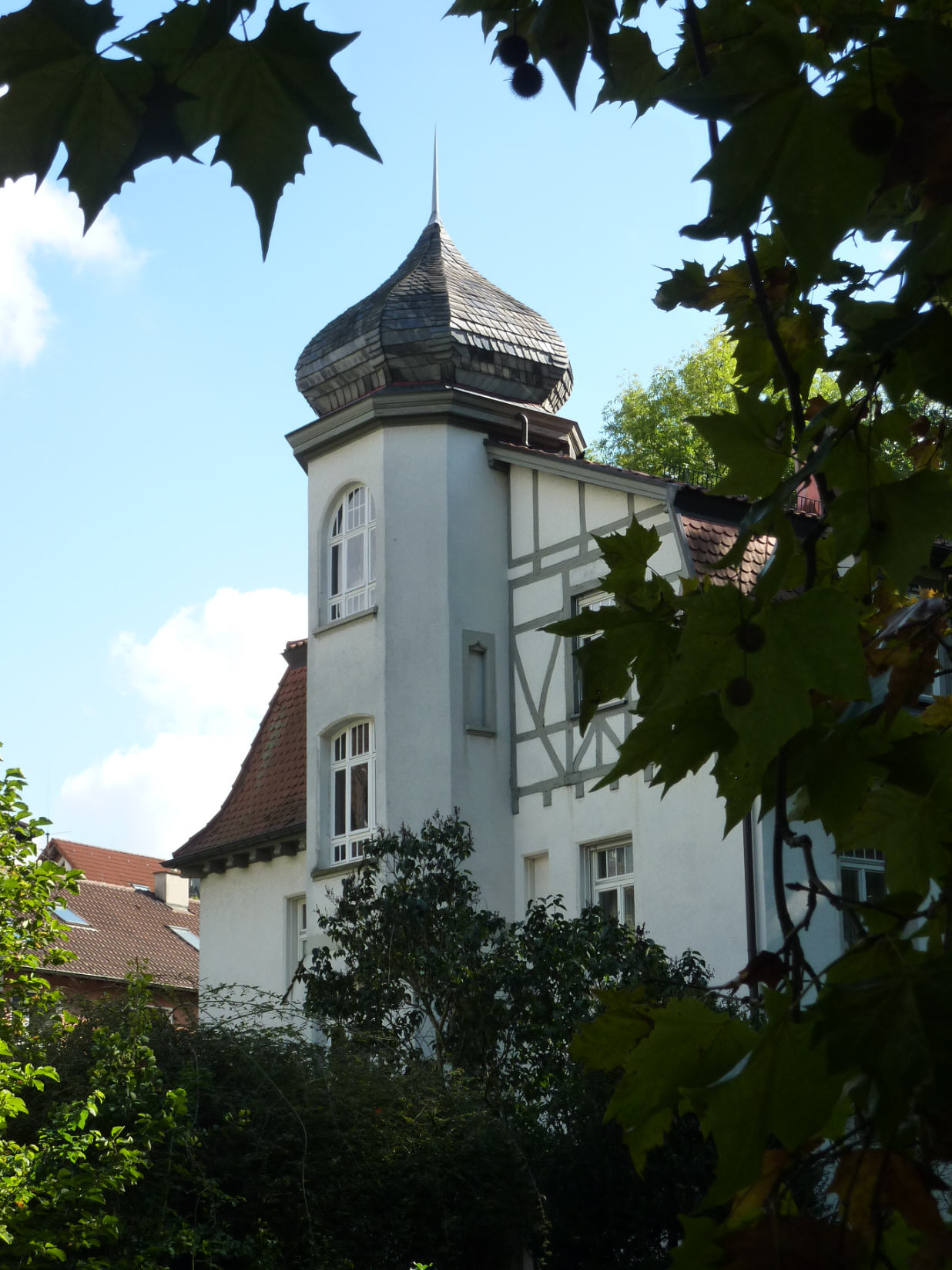
Der seitliche Treppenturm